# シックス・フラッグス

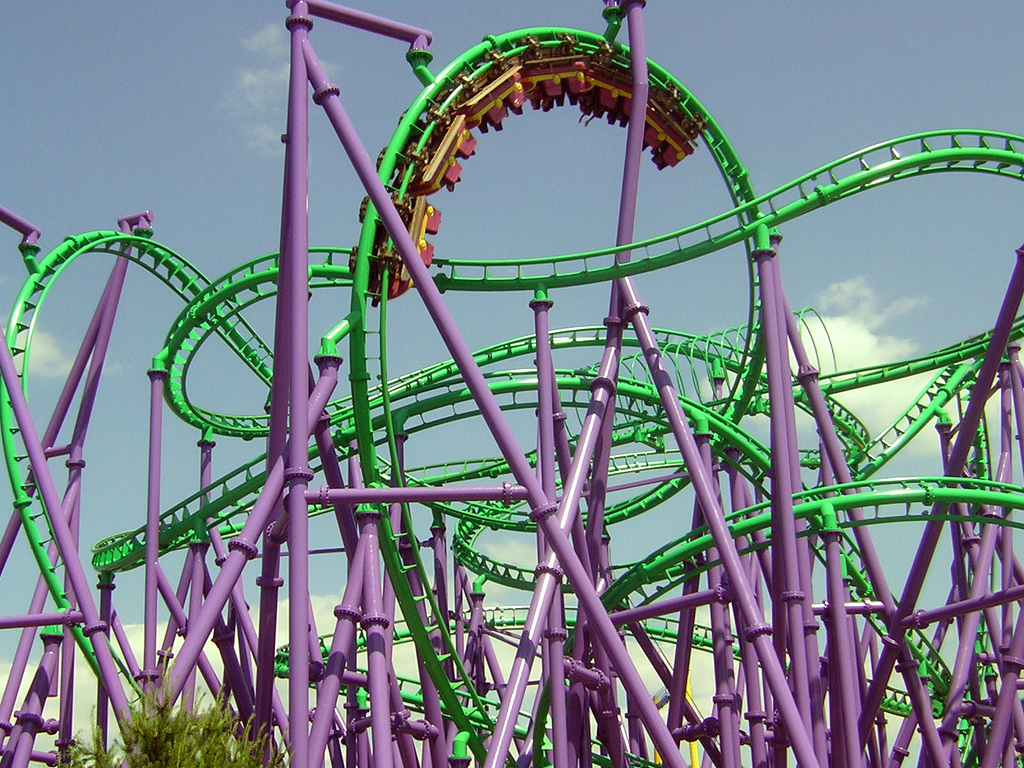
The Joker's Jinx（シックス・フラッグス・アメリカ）

シックス・フラッグス（Six Flags、正式社名；Six Flags Entertainment Corporation NYSE: SIX）は、北米各地にある遊園地（テーマパーク）であり、それらの娯楽施設の運営会社である。創業時の本社はテキサス州グランドプレーリーで、ニューヨークにも事務所があった。アトラクションのほとんどが絶叫マシン（ローラーコースター）であり、ショーなどもある。ワーナー・ブラザースとライセンス契約をしているため、バッグス・バニーなどのキャラクターが園内に登場している。
2024年に、同じく遊園地を経営するシーダー・フェアーと対等合併し、同じく「シックス・フラッグス」と言う名称の新会社を設立した。新会社はノースカロライナ州シャーロットに本社をおき、遊園地27ヶ所、ウォーターパーク15ヶ所、リゾート9ヶ所の計51ヶ所の施設を所有・運営している。

## 歴史

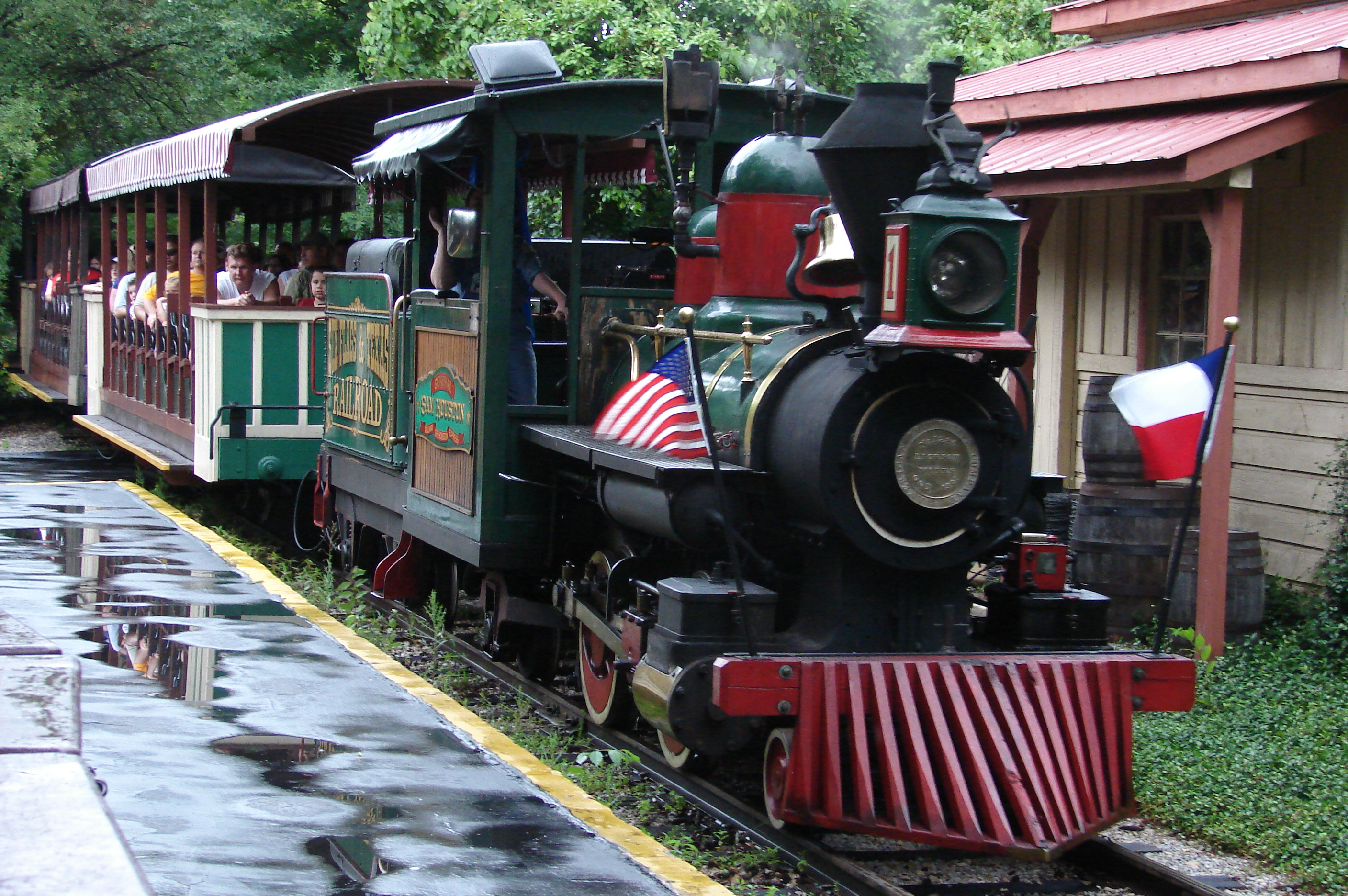
創業以来テキサスの園内を運行しているシックス・フラッグス・トレイン（2007年）

1960年にテキサス州アーリントン（ダラスとフォートワースの間の近郊都市）で地元不動産業者が開業した遊園地「シックス・フラッグス・オーバー・テキサス」を起源とする（その名称は、テキサス州の土地にかつて掲げられた6カ国の国旗を指す「シックス・フラッグス・オーバー・テキサス」に由来する）。ディズニーランドに影響されて建設されたテーマパークで、テキサスを統治した6つの国をテーマとするエリアに分かれており、鉄道、駅馬車、ゴンドラ、インディアンの村、海賊アトラクション、探検アトラクション、西部劇ショーなどからなっていた。その後は、鉄道以外はローラーコースターなどの絶叫マシンに徐々に置き換えられている。
1966年に経営多角化を模索するペンシルバニア鉄道の子会社に買収され、潤沢な資金で敷地やアトラクションの拡張につとめ、同時にジョージア州などへの展開を開始した。さらに1970年代以降は全米各地の遊園地を次々と買収してチェーンに加えた。1982年には、ピンボールやスロットマシンなどを販売していたバリー・マニュファクチャリングがチェーンを買収した。1984年にイリノイ州の「マリオット・グレート・アメリカ」を買収したことで、グレート・アメリカがワーナー・ブラザースと契約していたルーニー・チューンズキャラクターの使用をチェーン全体でも開始した。1987年に投資会社に買収され、タイム・ワーナー・グループが徐々に持分を増やし、1991年には50%を獲得した。
1998年にはテーマパークのチェーンを運営していたプレミア・パークスがタイム・ワーナーからシックス・フラッグスを買収した。プレミア・パークスは、もとはオクラホマ州の不動産会社ティエルコで、1982年にオクラホマ・シティの遊園地フロンティア・シティを買収し運営していた。もとは遊園地を廃業させて敷地をショッピングモールに変えるための買収であったが、経営がうまくいったためテーマパークの積極的運営へ目的を変更し、1990年代にはティエルコはプレミア・パークスと改名して全米の遊園地を買収していた。1998年にタイム・ワーナーからシックス・フラッグスを買収した直後にワーナー・ブラザースのドイツやスペインの映画テーマパークも買収し、2000年代にはプレミア・パークス自体が「シックス・フラッグス」に改名してメキシコ・カナダ・ヨーロッパの遊園地チェーンも買収し、フランス、ベルギーなどの欧州エリアにも展開した。
しかし負債の増大により、2004年にはヨーロッパの全事業を売却して撤退した。2005年以降は全米各地のテーマパークの売却や廃業、オクラホマからニューヨークへの本社移転などの手を講じたが、経営は改善しなかった。運営会社は2009年6月13日に連邦倒産法第11章を申請した。負債額は34億ドル。その後2010年5月に破産状態から脱し再建した。また本社をニューヨークからテキサス州グランドプレーリーに移転させている。
2023年11月にシーダー・フェアー（Cedar Fair）とシックス・フラッグスは合併協議に入ったことを発表した。合併後の規模は80億USドルの価値となり世界最大の地域娯楽施設企業となる。対等合併と表現され、シックス・フラッグスの社名で運営されるが、持ち分はシーダー・フェアーが51%と多数株主となっている。合併後の会社は本社をノースカロライナ州シャーロットにおいている。合併手続きは2024年7月に完了した。

## 北アメリカのシックス・フラッグス一覧

### アメリカ合衆国
- シックス・フラッグス・アメリカ（Six Flags America、メリーランド州）
- シックス・フラッグス・グレート・アドベンチャー（Six Flags Great Adventure、ニュージャージー州）
- シックス・フラッグス・グレート・アメリカ（Six Flags Great America、イリノイ州）
- シックス・フラッグス・ケンタッキー・キングダム（Six Flags Kentucky Kingdom）
- シックス・フラッグス・マジック・マウンテン（Six Flags Magic Mountain、カリフォルニア州）
- シックス・フラッグス・ハリケーン・ハーバー（Six Flags Hurricane Harbor、カリフォルニア州）：マジック・マウンテン隣接のウォーターパーク
- シックス・フラッグス・ニュー・イングランド（Six Flags New England、マサチューセッツ州）
- シックス・フラッグス・ニューオーリンズ（Six Flags New Orleans、ルイジアナ州）：ハリケーン・カトリーナによる被災で放棄されている
- シックス・フラッグス・オーバー・ジョージア（Six Flags Over Georgia、ジョージア州）
- シックス・フラッグス・オーバー・テキサス（Six Flags Over Texas、テキサス州）
- シックス・フラッグス・ハリケーン・ハーバー（Six Flags Hurricane Harbor、テキサス州）：オーバー・テキサス隣接のウォーターパーク
- シックス・フラッグス・セントルイス（Six Flags Saint Louis、ミズーリ州）
- シックス・フラッグス・フィエスタ・テキサス（Six Flags Fiesta Texas）：ホワイト・ウォーター・ベイ（既に売却）隣接のウォーターパーク
- グレート・エスケープ&スプラッシュウォーター・キングダム（The Great Escape & Splashwater Kingdom、ニューヨーク州）
- シックス・フラッグス・ディスカバリー・キングダム（Six Flags Discovery Kingdom、カリフォルニア州）：旧マリンワールド・アフリカUSA
- シックス・フラッグス・ホワイト・ウォーター（Six Flags White Water、ジョージア州）
- アメリカン・アドベンチャー（American Adventures、ジョージア州）：ホワイト・ウォーター隣接の子供向け遊園地

### メキシコ
- シックス・フラッグス・メキシコ（Six Flags México）

### カナダ
- ラ・ロンド（La Ronde、ケベック州モントリオール）